# Gymnastique artistique aux Jeux olympiques d'été de 2012 - saut de cheval femmes
Pour un article plus général, voir Gymnastique artistique aux Jeux olympiques d'été de 2012.
Navigation
Pékin 2008 Rio de Janeiro 2016
La finale féminine au saut de cheval de gymnastique artistique des Jeux olympiques d'été de 2012 organisés à Londres (Royaume-Uni), se déroule à la North Greenwich Arena le 5 août 2012.

## Médaillées
| Or            | Argent          | Bronze       |
| Sandra Izbașa | McKayla Maroney | Maria Paseka |

## Résultats

### Finale
|            | Nom                | Pays      | Date de naissance | Âge    |
| ---------- | ------------------ | --------- | ----------------- | ------ |
| Plus jeune | Janine Berger      | Allemagne | 21/04/96          | 16 ans |
| plus âgée  | Oksana Chusovitina | Allemagne | 19/06/75          | 37 ans |

| Rang               | Gymnaste           | Pays       | Score D | Score E | Pén.   | Score 1 | Score D | Score E | Pén.   | Score 2 | Total  |
| ------------------ | ------------------ | ---------- | ------- | ------- | ------ | ------- | ------- | ------- | ------ | ------- | ------ |
| Médaille d'or      | Sandra Izbașa      | Roumanie   | 6.100   | 9.283   |        | 15.383  | 5.800   | 9.200   |        | 15.000  | 15.191 |
| Médaille d'argent  | McKayla Maroney    | États-Unis | 6.500   | 9.666   | 0.3    | 15.866  | 6.100   | 8.200   |        | 14.300  | 15.083 |
| Médaille de bronze | Maria Paseka       | Russie     | 6.500   | 8.900   |        | 15.400  | 5.600   | 9.100   |        | 14.700  | 15.050 |
| 4                  | Janine Berger      | Allemagne  | 6.300   | 8.833   |        | 15.133  | 6.000   | 8.900   |        | 14.900  | 15.016 |
| 5                  | Oksana Chusovitina | Allemagne  | 6.300   | 8.800   |        | 15.100  | 5.500   | 8.966   |        | 14.466  | 14.783 |
| 6                  | Yamilet Peña       | Dominique  | 7.100   | 7.566   | 0.1    | 14.566  | 5.800   | 8.666   |        | 14.466  | 14.516 |
| 7                  | Brittany Rogers    | Canada     | 5.800   | 8.966   |        | 14.766  | 5.600   | 8.600   |        | 14.200  | 14.483 |
| 8                  | Elsabeth Black     | Canada     | 0.000   | 0.000   |        | 0.000   | 0.000   | 0.000   |        | 0.000   | 0.000* |
| Rang               | Gymnaste           | Pays       | Saut 1  | Saut 1  | Saut 1 | Saut 1  | Saut 2  | Saut 2  | Saut 2 | Saut 2  | Total  |

*Black est tombée la tête en premier lors de son premier saut et les juges ont estimé que ses pieds n'avaient pas atterri en premier (bien que les rediffusions suggèrent que ce n'était peut-être pas le cas). Elle est allée tenter un deuxième saut, mais a dépassé le cheval en se rendant compte qu'elle était plus blessée qu'elle ne le pensait. Elle avait la possibilité de tenter à nouveau son deuxième saut, mais a refusé en raison de ladite blessure.